# Długie Wzgórze
Długie Wzgórze – wzniesienie (wzgórze) położone w paśmie Wzgórz Trzebnickich. Wzgórze znajduje się w Gminie Oborniki Śląskie. Wierzchołek wzniesienia położony jest na wysokości bezwzględnej wynoszącej 211,0 m n.p.m..

## Położenie i otoczenie
Wzgórze położone jest w paśmie Wzgórz Trzebnickich, będących mezoregionem o identyfikatorze 318.44 (według regionalizacji fizycznogeograficznej opracowanej przez Jerzego Kondrackiego), należących do Wału Trzebnickiego (makroregion o indeksie 318.4). W ramach tych Wzgórz Trzebnickich wyróżnia się także mikroregion obejmujący Długie Wzgórze – Grzbiet Trzebnicki (mikroregion o indeksie 318.444), w jego zachodniej części. Na zachód od wzgórza rozpościera się Płaskowyż Lipy, a na wschód, za linią kolejową, Barani Masyw oraz Baranki. Z kolei na południowym wschodnie znajduje się Bekasie Wzgórze. Pod względem regionalizacji przyrodniczo-leśnej wzgórze położone jest w mezoregionie Wzgórz Trzebnicko-Ostrzeszowskich.
Pod względem podziału administracyjnego wzniesienie jest położone w Gminie Oborniki Śląskie, powiecie Trzebnickim, województwie Dolnośląskim, jednostka ewidencyjna Oborniki Śląskie – obszar wiejski, obręb Wielka Lipa – Osola.
Na północnym wschodzie od wzgórza w odległości około 400 m przebiega linia kolejowa numer 271 biegnąca od stacji Wrocław Główny do stacji Poznań Główny, a na południowym zachodnie od wzgórza w zbliżonej odległości przebiega droga, tzw. Droga Francuska (Franzosen straße).

## Charakterystyka
Najwyższy punkt wzniesienia położony jest na wysokości bezwzględnej wynoszącej 211 m n.p.m. (210 m n.p.m.). Wzgórze ma kształt wydłużonego wyniesienia ponad przyległy teren na linii północny zachód – południowy wschód. Masyw całego wzniesienia pokryty jest lasem, tzw. Lasy Obornickie (historycznie Leiper Wald), obręb leśny Oborniki Śląskie, leśnictwo Rościsławice. Prowadzą tędy także różne szlaki turystyczne, w tym szlaki piesze, szlaki rowerowe i szlak konny u jego podnuża. Jednym z takich szlaków jest pieszy Szlak „Kocich Gór” (szlak czerwony).

## Nazwa
Nazwa własna – Długie Wzgórze – jest nazwą niestandaryzowaną, gdyż została ustalona i ujęta w państwowym rejestrze nazw geograficznych na podstawie wywiadu terenowego. Odnosi się ona do ukształtowania terenu należącego do rodzaju wzgórza, wzniesienia. W rejestrze tym przypisano jej identyfikator: PRNG – 235625, identyfikator IIP – PL.PZGiK.320.NGRP.235625. Podaje on następujące współrzędne geograficzne punktu głównego wzniesienia: szerokość geograficzna – 51°19'12" N, długość geograficzna – 16°52'45" E. W rejestrze tym obowiązuje od 16.02.2015 r.. Na historycznych, niemieckich mapach w północno-zachodnim krańcu wzniesienia widnieje nazwa wierzchołka Zimmermanns Berg o wysokości 202,0 m n.p.m..